# Phoenicophanta bicolor
Phoenicophanta bicolor là một loài bướm đêm trong họ Noctuidae.